# Masters of Chant Chapter VII
Masters of Chant Chapter VII – jedenasty album zespołu Gregorian, ukazał się w 2009 roku. Album zawiera nowe wersje kompozycji takich wykonawców jak: Nightwish, U2, Guns N’ Roses, Genesis, ABBA, Depeche Mode, Procol Harum, Kate Bush, Tom Petty, Led Zeppelin, Snow Patrol i Supertramp.

## Lista utworów
1. Meadows Of Heaven (Nightwish)
2. One (U2)
3. It Will Be Forgiven
4. Sweet Child Of Mine (Guns N’ Roses)
5. Face In the Crowd (Tom Petty)
6. Carpet Crawlers (Genesis)
7. Arrival (ABBA)
8. Enjoy The Silence (Depeche Mode)
9. Whiter Shade Of Pale (Procol Harum)
10. Running Up That Hill (Kate Bush)
11. Molly Ban (Irish Trad.)
12. Kashmir (Led Zeppelin)
13. Chasing Cars (Snow Patrol)
14. Don’t Leave Me Now (Supertramp)